# Bob Stroup
Robert „Bob“ Stroup (* 1938 in Michigan; † 30. Mai 1996) war ein US-amerikanischer Jazzmusiker (Posaune, Vibraphon, auch Tenorsaxophon, Flöte) und Musikpädagoge, der in der Musikszene von Edmonton aktiv war.

## Leben und Wirken
Bob Stroup war Mitte der 1960er Jahre Mitglied bei Woody Herman and His Orchestra (My Kind of Broadway, 1965) und spielte in den Bigbands (bzw. Ghost Bands) von Glenn Miller, Tommy Dorsey und Harry James. Er zog in den frühen 1970er-Jahren durch Vermittlung des Pianisten (und späteren Senators) Tommy Banks nach Edmonton, wo er am  Grant MacEwan Community College unterrichtete. Seine Arbeit mit dem Tommy Banks Orchestra brachte ihm 1978 einen Juno Award ein; für seine Trioaufnahme mit George Koller und Tom Doran (Live in Jazz City, 1980) erhielt er eine Juno-Nominierung. Mit seinem Trio nahm er auch 1993 das Album Reunion auf; bei seiner letzten Platte Live at the Yardbird Suite wirkte Marvin Stamm mit. Nach Tom Lord war er zwischen 1964 und 1995 an 15 Aufnahmesessions beteiligt. Er starb im Alter von 58 Jahren an Leberkrebs.